# Översättare utan gränser
Översättare utan gränser (engelska: Translators without Borders, TWB) är en internationell ideell organisation med uppdrag att överbrygga språkbarriärer, bland annat genom att tillhandahålla översättning och tolkning vid humanitära kriser. TWB bildades år 1993 i Frankrike under namnet Traducteurs sans Frontières.